# 廣西科目三
广西科目三，是起源于中华人民共和国广西壮族自治区的一种舞蹈形式。2023年10月，以歌曲《一笑江湖》作为配乐的“科目三”开始在网络平台走红，随后出现了大量模仿创作并开始在中国大陆境外流行。

## 起源
“科目三”本为中华人民共和国机动车驾驶人考试的一个科目（道路驾驶技能和安全文明驾驶常识考试科目）的简称。但在广西当地，有“广西人要必备三项技能”的说法，即科目一是唱山歌，科目二是嗍米粉，科目三是会跳舞。
关于广西科目三的起源，其创始者早已不可考，目前共有三种说法：
- 第一种说法是其舞蹈雏形，起源于曾流行一时的“社会摇”，在2015年前后曾在柳州KTV歌厅流行。当时的舞蹈形态没有固定动作，但已初步形成其魔性、诙谐、简易的风格[2]。关于歌厅起源的说法则指向了柳州名为“路易十三”的KTV包房[4]，人们在唱歌的时候跟着旋律创作出一段舞蹈，“路易十三”也渐渐演变为“科目三”[3]。
- 第二种说法是一个广西小伙通过驾照考试后兴奋不已，在车管所外进行了舞蹈展示，被拍下后上网。这段“驾照考试标准姿势”也由此被冠名为“科目三”，也与驾考的关联提供了解释[3]。
- 第三种说法是起源于柳州（一说是梧州）的一场婚礼。在2021年左右，当地人自创了一套舞步来代替婚闹，庆祝新婚夫妇喜结连理。这套舞步的特点是上下身分工合作，上身微拱，借甩手做出不同动作，下身靠左右摇晃，达到看似没有重心但实际上全靠核心的漂浮状态。由于气氛热烈和效果爆棚，“科目三”被争相模仿，随即迅速流行，成为广西各地婚礼上的“必备节目”，而后从广西以外地区火爆开来[2][3]。

## 走红与流行
2022年，一短视频平台上出现了广西视频博主发布的“科目三”舞蹈视频，配乐多是节奏强烈的流行歌曲，曾引起一股小范围的流行，但并未引起较大反响。2023年10月，以歌曲《一笑江湖》作为配乐的“科目三”开始走红。该歌曲本是一首戏腔国风歌曲，歌曲经过改编后成为一种流传度更高的大众音乐。随着《一笑江湖》和“科目三”的广泛流行，引发中国大陆各地短视频创作者模仿创作。这一舞蹈此后也开始在台灣流行，例如台湾霹雳舞舞者田晋瑜与中国国民党前主席洪秀柱跳“科目三”并拍摄影片，影片中洪秀柱用闽南语表示“这么简单的”。在海外各地，“科目三”一开始只在中国留学生群体中传播，后来也在海外青年群体中流行。例如在韩国，“科目三”被中学生搬上校内舞台表演；在TikTok上“科目三”有超过6亿次浏览量。
2023年11月，海底捞山东潍坊市青州市泰华城店的服务员小庞开始自学“科目三”舞蹈，当时他入职仅有2个月。小庞的“科目三”视频传出后，随即引发关注，有七八成的顾客会提出员工“科目三”展示的请求。之后不少海底捞门店的员工开始自发学习该舞蹈，甚至有消息称跳“科目三”的服务员被公司加薪，同时也令社交账号的粉丝量增加。
2023年12月9日，在上海2023年世界體育舞蹈大賽上，克莉絲蒂娜和数名舞者一起展示國標版「科目三」。12月15日，在瀋陽盛京大戲院举行的俄羅斯皇家芭蕾舞團《天鵝湖》巡演上，现场演员演出後謝幕时进行了「科目三」舞蹈展示。12月22日，舞蹈家杨丽萍团队在谢幕时进行“科目三”舞蹈展示。12月25日，英国芭蕾舞团在浙江演出《彼得兔狂欢夜》时，将“科目三”融入表演。12月31日，在辽宁省沈阳市太原街步行街举行的“龙行大运，新春祈福”主题跨年活动上，抖音网红李炮儿现场发起吉尼斯世界纪录挑战“线上线下最多人一起跳舞蹈‘科目三’”。最终挑战成功，获得由吉尼斯现场认证官颁发的证书。
2024年1月以来，“科目三”舞蹈陆续在中国大陆地方卫视春晚的彩排中亮相。例如，安徽卫视春晚宋晓峰、高晓攀等演员在舞台上跳起“科目三”；辽宁卫视春晚录制现场，有一众舞蹈演员穿着东北特色服饰跳起“科目三”；广东卫视龙年湾区春晚派出了一众潮汕演员跳“科目三”，将潮汕英歌舞和科目三结合起来。另外河南卫视春晚也被指曾官宣“科目三”节目，表演形式为濮阳杂技版“科目三”。然而一些春晚只是将科目三安排在春晚预热直播节目中，并非春晚正式节目。1月28日，中国驻美国大使馆举行「纪念中美留学45周年暨2024年中美青年新春联欢活动」，中美两国青年穿着中国传统服饰在活动上进行「科目三」舞蹈展示。
有關「科目三」得以走紅並跨越國界的現象，活躍於兩岸三地的學者林泉忠分析指出「科目三」席捲全球的四大理由，分別是：一，絲滑舞步豐富多彩，搭配節奏感強烈的DJ版《一笑江湖》，極盡刺激感官之能事，容易受到年輕人喜愛。二，「科目三」容易模仿，加快流行速度，儘管要學好並不容易，惟只要掌握了4步基本手勢，隨着音樂搖擺身軀，要「耍兩下」並不困難。三，「科目三」傳播速度之快，仰賴同樣源自中國大陸的抖音（TikTok）等短視頻軟件的普及化，使之得以迅速傳遍全世界。四，無特定文化限制，又不具政治色彩，容易引發世界共鳴。儘管「科目三」發源自中國，背景音樂《一笑江湖》也具中國風格，但基本的舞步和disco節奏這兩部分，符合世界通行的要求。

## 评价
《中国青年报》的评论认为，“接纳更多元、更多样的文艺形式，了解各种流行内容在年轻人中风靡的原因，才能推出更多满足年轻人需求的文艺作品”。《广西日报》的评论认为，与专业舞蹈作品相比，“科目三”只是门槛比较低，但并不低俗。“相反，它超越了阶层和文化的隔阂，打破了‘雅’与‘俗’的界限，消弭大众与精英的差别，它不仅是一个情绪释放的载体，也传达了当下中国社会大众欢乐和自信的心理，这种简单质朴的快乐属于广西，属于中国，也属于世界，正因如此，这种文化才能成功输出到全球每一个角落，被全世界人民所喜爱，为中国和世界的对话开拓更大的文化空间”。《扬子晚报》的评论认为，“科目三”作为一种土味文化，已成为年轻人摆脱负面情绪的避风港。浙江日报报业集团旗下的“潮新闻”评论认为，“科目三”的走红，反映了互联网时代下新型消费文化的兴起，具有较强的社交媒体传播性；但类似“科目三”的氛围表演是一种双刃剑，既有其积极的一面，也有其消极的一面。
针对“科目三”在台湾爆红一事，中共中央台湾工作办公室发言人朱凤莲对此回应“这是两岸青年在网络时代独特的交流方式，也是两岸融合发展过程中新的文化交流现象”。而在海底捞爆红后，海底捞相关负责人对此表示，公司一直鼓励门店伙伴结合自身特长和顾客需求进行各类创新，并设立了相应的创新激励机制。中国境外媒体甚至将其描述为“西方迪斯科节拍和中国传统民谣的混合体”。2024年1月31日，中共中央台办发言人陈斌华就“科目三”在台湾流行时表示，强调民众踊跃参与“科目三”，并对这种新颖的创意方式表示称赞。
就“科目三”對海峽兩岸關係的影響，台灣學者林泉忠指出：「科目三」給大陸的一個啟示是，要求「統一台灣」的政治口號即使喊了幾十年，台灣主流社會仍然無動於衷，倒不如一個沒有任何政治意涵的「科目三」，如今無預警地成功融入了台灣社會，尤其在年輕世代之間引發反響。此外，林還指出「改革開放」40多年來，中國在發展「文化軟實力」的道路上並不算順利，「孔子學院」在許多歐美國家遭遇抵制。另一方面，抖音、《原神》，以及今天的「科目三」現象等，則為中國文化軟實力的發展，提供了一個不經意的發展途徑。。

## 相关争议
自“科目三”在海底捞走红后，由于其发出的噪音引发了顾客冲突，甚至引发投诉或报警，引发社会广泛关注和争议。之后海底捞部分门店因“版权原因”不再继续提供“科目三”舞蹈展示，也有门店规定仅可在一定时间段内提供展示。
2024年1月15日，台湾台北市寧夏夜市在Facebook粉絲專頁發文宣布25日將舉辦「科目三舞蹈競賽」，相关消息传出后即被网民批评「舞統台灣」。对此，寧夏夜市觀光協會表示，「科目三」舞蹈比賽仍會舉辦，但對造成各界困擾表達歉意，强调舉辦「科目三」活動原意是想通过音樂、舞蹈、美食，以健康、有趣方式吸引年輕人目光，並拉近與年輕人距離。宁夏夜市观光协会总干事黄大昌表示，举办“科目三”舞蹈比赛原本的用意只是“想要热闹一下”。台北市长蒋万安对此表示，如果一首歌就能够“舞统台湾”，那台湾流行文化早已“统一对岸”，希望大家对自己的多元化能够有信心。
2024年2月，有台湾網民發現，民視古裝單元劇《台灣傳奇》也出现有“科目三”片段，相关话题引发网民热议，台北市國民黨籍议员游淑慧表示“劇情確實荒謬，但上綱到統戰大可不必”。随后该片段被删除。此外日本舞團avantgardey赴香港期间，也跳起了“科目三”舞蹈。在遭到网民批评后，相关影片上架一小时后亦被删除。